# مروحية إنجينويتي المريخية
إنجينويتي (بالإنجليزية: Ingenuity)‏ هي مروحية روبوتية بدون طيار تستخدم في اختبار تكنولوجيا مخصصة للبحث عن أماكن ذات أهمية علمية على سطح المريخ، والمساعدة في تحديد أفضل طرق سير لمركبات المريخ المستقبلية. انفصلت المروحية الصغيرة عن مركبة برسفيرنس في 4 أبريل 2021 كجزء من مهمة المريخ 2020 لوكالة ناسا. وفي أبريل 2024 بعثت المروحية إنجينويتي برسالتها الأخيرة إلى الأرض، وستكون من الآن فصاعداً ثابتة لتولي جمع بيانات على سطح الكوكب الأحمر التي يمكن أن تساعد المستكشفين المستقبليين للكوكب الأحمر وفق ما أعلنته ناسا في 16 أبريل 2024.
هذه الرحلة الأولى من نوعها على أي كوكب خارج الأرض، ويخطط للمروحية أن تحلق ما يصل إلى خمس مرات خلال الفترة التجريبية التي ستستغرق 30 يومًا، بداية من 19 أبريل 2021، لأنها في الأساس تجربة تقنية. مخطط لكل رحلة أن تبلغ ارتفاعات تتراوح من 3–5 متر (10–16 قدم) فوق سطح الكوكب. يقدر أن تستغرق كل رحلة حوالي 90 ثانية، يمكن أن تسافر المروحية مسافة تصل إلى 50 متر (160 قدم) باتجاه مسار محدد ثم تعود إلى نقطة الإنطلاق. قامت المروحية بأول رحلة طيران لها في 19 أبريل 2021، 11:30 ت ع م، حيث استغرقت 40 ثانية في الجو ووصلت لارتفاع 3 أمتار السطح. تستخدام المروحية التحكم الذاتي خلال رحلاتها القصيرة، وعلى الرغم من أن الرحلات الجوية يتم تخطيطها آليًا وكتابتها بواسطة وحدات التحكم في مختبر الدفع النفاث فتتواصل مع المركبة برسفيرنس مباشرة بعد كل هبوط. تنوي وكالة ناسا التعديل على التصميم من أجل المهمات الجوية المستقبلية علي المريخ.
ميمي أونغ هي قائدة المشروع  ومن بين المساهمين الآخرين شركة أيروفايرنمنت، ومركزي أميس ولانغلي للأبحاث التابعين لناسا.

## تصميم

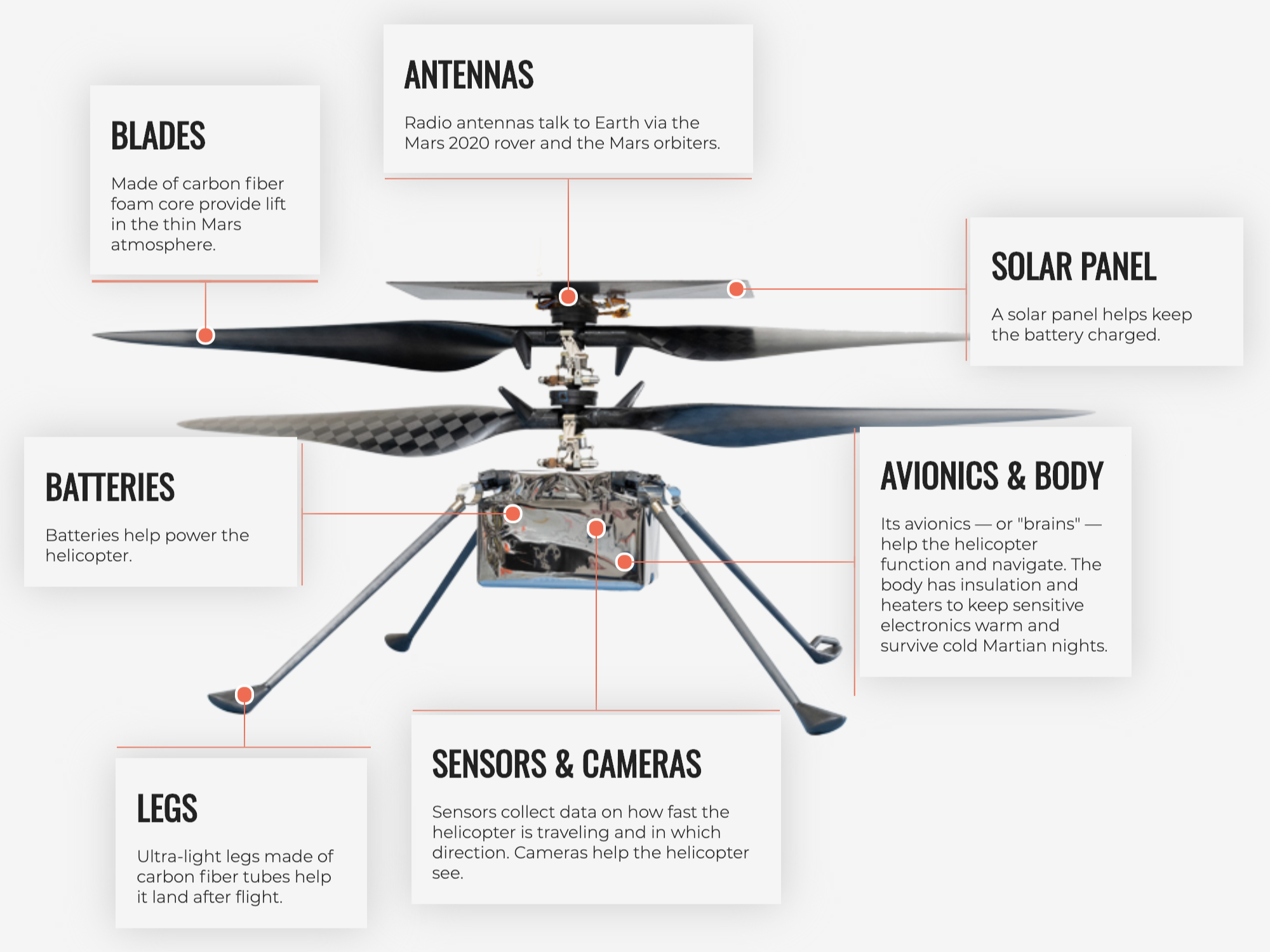
رسم بياني يوضح مكونات إنجينويتي.

صممت إنجينويتي لتكون عرضًا تقنيًا لمختبر الدفع النفاث لتقييم ما إذا كانت هذه التكنولوجيا يمكن أن تطير بأمان، ولتوفير تخطيطات وتوجيهات أفضل من شأنها أن تمنح مراقبي المهام في المستقبل مزيدًا من المعلومات للمساعدة في تخطيط طرق السفر وتجنب المخاطر، بالإضافة إلى تحديد نقاط الاهتمام للعربة الجوالة. صممت المروحية لتوفير صور جوية بدقة تصل إلى عشرة أضعاف دقة الصور المدارية، وستعرض الملامح التي قد تكون محجوبة من كاميرات المركبة الجوالة. ومن المتوقع أن يمكّن هذا الاستكشاف المركبات الجوالة المستقبلية من القيادة بأمان حتى ثلاثة أضعاف المسافة لكل سول.
تستخدم المروحية دوارات محورية معكوسة الدوران بقطر حوالي 4 قدم (1.2 م). مخطط لحمولتها [بحاجة لتحديث] أن تكون كاميرا عالية الدقة موجهة إلي الأسفل للملاحة، والهبوط، والمسح العلمي للتضاريس، ونظام اتصالات لنقل البيانات إلى مركبة برسفيرنس. على الرغم من أنها طائرة، إلا أنه يتم بناؤها وفقًا لمواصفات المركبات الفضائية من أجل تحمل قوة التسارع والاهتزاز أثناء الإطلاق. وتشمل أيضًا أنظمة مقاومة للإشعاع قادرة على العمل في بيئة المريخ شديدة البرودة. يمنع المجال المغناطيسي غير المتسق للمريخ استخدام البوصلة للملاحة، لذلك استخدمت كاميرا تعقب شمسية مدمجة في نظام الملاحة بالقصور الذاتي المرئي الخاصة بمختبر الدفع النفاث. تتضمن بعض الإضافات مدوار، واودومتري بصري ومميال، ومقياس للارتفاع وكاشفات مخاطر. وهي مصممة لاستخدام الألواح الشمسية لإعادة شحن بطارياتها، وتتكون الألواح من ست خلايا سوني-أيون الليثيوم مع 35-40 و-س (130-140 ك.ج) من سعة طاقة البطارية  (سعة اللوحة 2 أ-س). يستخدم الكمبيوتر الرئيسي لـ إنجينويتي معالج كوالكوم سناب دراغون ولوحة طيران كوالكوم التي توزعها شركة إنترينسينك، مع نظام تشغيل لينكس. من بين الوظائف الأخرى، يتحكم هذا في خوارزمية التنقل المرئي عبر تقدير السرعة المشتق من الملامح المتعقبة بالكاميرا. معالج كوالكوم متصل بوحدتي متحكم دقيق (MCUs) لأداء وظائف توجيه المروحية المطلوبة. تكون الاتصالات مع المركبة عبر رابط راديو يستخدم بروتوكولات اتصال زيجبي منخفضة الطاقة، تنفذ عبر رقائق سيفليكس 02 (SiFlex) 900 ميغاهيرتز الموجودة في كل من المركبة والمروحية. تم تصميم نظام الاتصالات لنقل البيانات بسرعة 250 كيلوبت/ثانية عبر مسافات تصل إلى 1،000 متر (3،300 قدم).
أرفقت قطعة صغيرة من جناح طائرة الأخوان رايت، رايت فلاير، أول طائرة تعمل بالطاقة علي الأرض، بكابل أسفل اللوح الشمسي الخاص بإنجينويتي. كان نيل آرمسترونج يحمل قطعة مشابهة إلي القمر علي متن المركبة القمرية إيجل في بعثة أبولو 11 عام 1969.

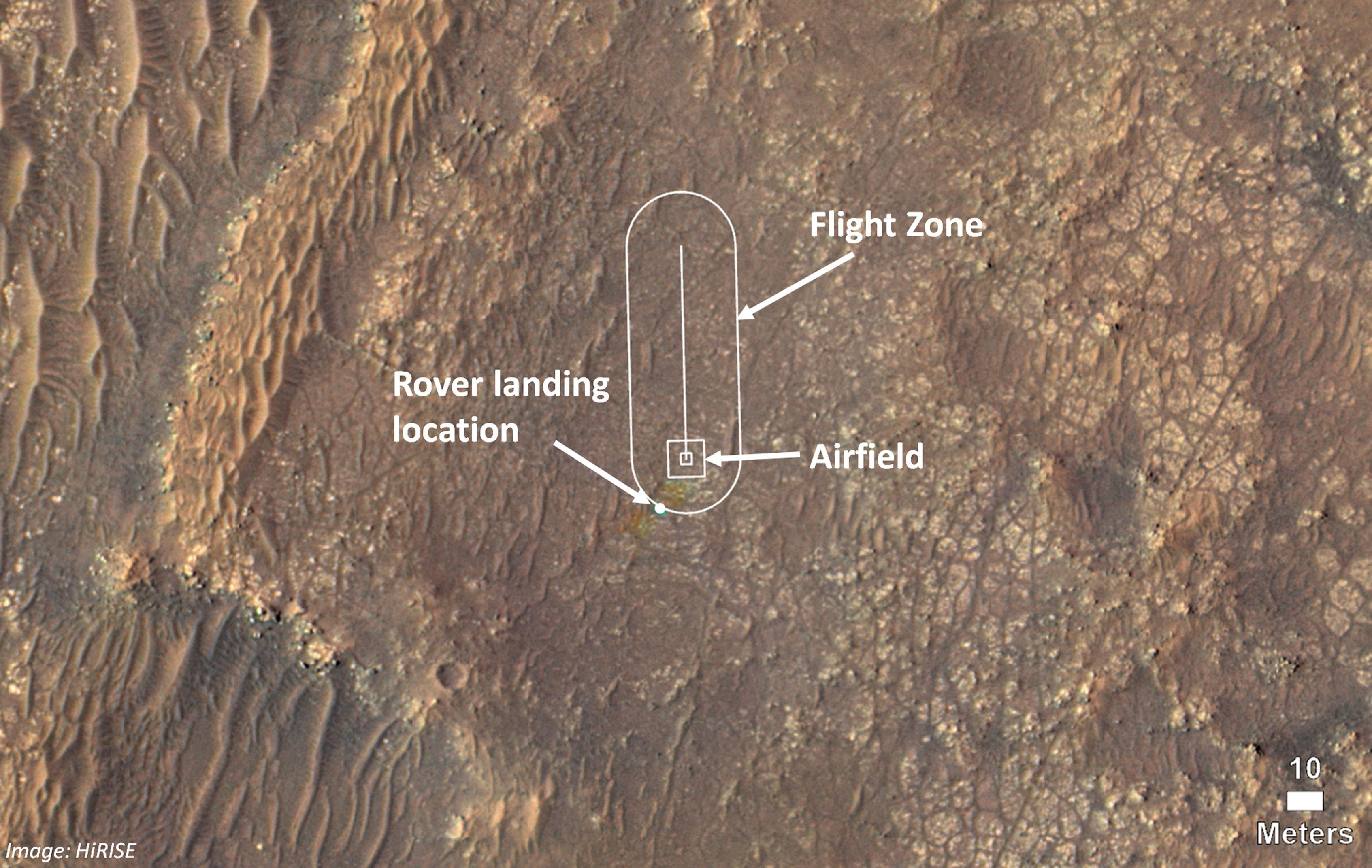
مسار المروحية المخطط له.

حطَّت المروحية على أرض المريخ مع مركبة برسفيرنس الجوالة في 18 فبراير 2021، 8:56 ت ع م. حيث أنها متصلة بالجانب السفلي منها، وفصلت عن السطح في 4 أبريل 2021. وقادت المركبة الجوالة حوالي 60 متر (200 قدم) بعيدًا لبداية مهمة الطيران التجريبي للمروحية. قامت المروحية بالتحليق بنجاح في 19 أبريل 2021، 11:30 ت ع م، لتكون أول رحلة طيران علي كوكب المريخ.
| سرعة الدوار           | 2400 دورة/دقيقة                                        |
| سرعة حد الشفرة        | <0.7 ماخ                                               |
| وقت العمل             | 1 إلي 5 رحلات طيران خلال 30 سول.                       |
| وقت الطيران           | إلي 90 ثانية لكل رحلة طيران                            |
| النطاق الأقصي للطيران | 50 م (160 قدم)                                         |
| النطاق الأقصي للراديو | 1,000 م (3,300 قدم)                                    |
| الارتفاع الأقصي       | 5 م (16 قدم)                                           |
| السرعة القصوي         | - أفقيًا: 10 م/ث (33 قدم/ث) - عموديًا: 3 م/ث (9.8 قدم/ث) |
| سعة البطارية          | 35–40 و·س (130–140 كـجول)                              |

### اختبارات
في عام 2019، تم اختبار التصاميم الأولية لإنجينويتي على الأرض في ظروف محاكية للغلاف الجوي والجاذبية الخاصة بالمريخ. لاختبار الطيران، استخدمت حجرة فراغية كبيرة لمحاكاة الضغط الجوي المنخفض للغاية للمريخ - حوالي 0.6٪ من الضغط الجوي القياسي عند مستوى سطح البحر على الأرض - وهو ما يعادل مروحية تحلق على ارتفاع 34,000 م (112,000 قدم) في الغلاف الجوي للأرض. من أجل محاكاة مجال الجاذبية المنخفض جدًا للمريخ، تم تعويض 62٪ من جاذبية الأرض يحبل يسحب لأعلى أثناء اختبارات الطيران.
قامت إنجينويتي باختبار دوران بطئ لشفراتها في 8 أبريل 2021 (بعد 48 سول من الهبوط)، بسرعة 50 دورة في الدقيقة. فشل اختبار دوران سريع للمروحية في 9 أبريل، بسبب انتهاء المؤقت الحارس، الذي من شأنه أن يقي المروحية من العمل في ظروف غير مخطط لها. أعلن عن تحديث برمجي لتصحيح المشكلة في 12 أبريل. قامت المروحية باختبار دوران سريع ناجح في 17 أبريل 2021. شمل الاختبار تدوير الشفرات الدوارة، بدون إقلاع إلي سرعتها القصوي التي تصل إلي حوالي 2400 دورة في الدقيقة.

### إعادة تصميم مركبة المريخ المستقبلية
يمكن لعرض تقنية إنجينويتي أن يشكل الأساس الذي يمكن من خلاله تطوير طائرات أكثر قدرة للاستكشاف الجوي للمريخ والأهداف الكوكبية الأخرى ذات الغلاف الجوي. يمكن أن يتراوح الجيل القادم من الطائرات المروحية بين 5 و15 كجم في الوزن مع حمولات علمية تتراوح بين 0.5 و1.5 كجم. يمكن لهذه الطائرات المحتملة أن يكون لها اتصال مباشر بمركبة مدارية. يمكن للمروحيات المستقبلية أن تستخدم لاستكشاف مناطق خاصة بها جليد ماء مكشوف أو محلول ملحي حيث يمكن أن تعيش الحياة الميكروبية على الأرض. يمكن أيضًا التفكير في استخدام مروحيات المريخ من أجل مهمات الاستعادة السريعة للعينات المخزنة الصغيرة إلى مركبة عودة علي المريخ للعودة إلى الأرض مثل تلك التي سيتم إطلاقها في عام 2026.

## تطوير
نشر مختبر الدفع النفاث لوكالة ناسا وأيروفايرنمنت التصميم التصوري في عام 2014 لمروحية استكشافية لمرافقة المركبة الجوالة. بحلول منتصف عام 2016، طُلب 15 مليون دولار أمريكي لمواصلة تطوير المروحية على المسار الصحيح. بحلول ديسمبر 2017، تم اختبار النماذج الهندسية للمركبة في محاكاة الغلاف الجوي للمريخ  وكانت النماذج تخضع للاختبار في القطب الشمالي، ولكن لم تتم الموافقة على إدراجها في المهمة أو تمويلها بعد. أعلنت الميزانية الفيدرالية للولايات المتحدة  في مارس 2018 إعطاء 23 مليون دولار أمريكي لتطوير المروحية لمدة عام واحد وتم الإعلان في 11 مايو 2018 أنه يمكن تطوير المروحية واختبارها في الوقت المناسب ليتم تضمينها في مهمة المريخ 2020. خضعت المروحية لاختبارات بيئة وديناميكية طيران مكثفة، ثم تم تركيبها على الجانب السفلي من العربة الجوالة برسفيرنس في أغسطس 2019. كتلتها أقل بقليل من 1.8 كيلوغرام (4.0 رطل) وحدد مختبر الدفع النفاث (JPL) أنه يخطط للحصول على عمر تصميمي قادر علي القيام ب 5 رحلات على المريخ. تم تسمية المروحية من قبل فانيزا روباني، طالبة بالصف الحادي عشر في مدرسة مقاطعة تسكالوسا الثانوية في نورث بورت، ألاباما، والتي قدمت مقالًا في مسابقة «سمي المركبة» لوكالة ناسا. استثمرت ناسا حوالي 80 مليون دولار أمريكي لبناء مروحية المريخ إنجينويتي وحوالي 5 ملايين دولار أمريكي لتشغيل المروحية.

## طيران
قامت المروحية بأول رحلة طيران لها علي سطح المريخ بنجاح في 19 أبريل 2021، 11:30 ت ع م، لتكون أول رحلة طيران علي كوكب آخر. أرتفعت المروحية مسافة 3 أمتار، واستغرقت الرحلة حوالي 40 ثانية. أطلق علي موقع إقلاع المروحية لقب حقل الأخوان رايت وتلقت المروحية التسمية الخاصة IGY من قبل منظمة الطيران المدني الدولي (ICAO). وفي يناير 2024 نجحت وكالة الفضاء الأميركية ناسا من إعادة الاتصال بمروحيتها إنجينيويتي الموجودة على المرّيخ، بعدما فقدته لبعض الوقت على إثر عطل غير متوقع.

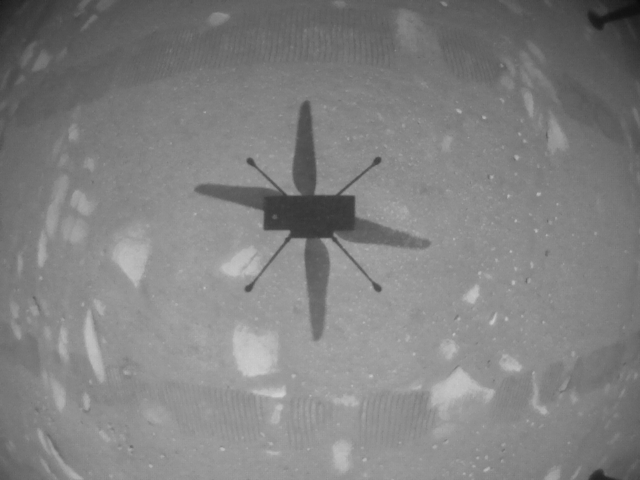
أول صورة التقطتها كاميرا المروحية أثناء تحليقها.

## قائمة الرحلات
| الرقم | التاريخ (ت ع م)                                                                                       | المدة (ثواني) | الارتفاع الأقصي (متر/قدم) | مجموع المسافة المقطوعة (متر/قدم) | مسار الرحلة                                                                                              | أهداف الرحلة | النتيجة     |
| ----- | --- | ------------- | ------------------------- | -------------------------------- | --- | --- | ----------- |
| 1     | 19 أبريل 20217:30                                                                                     | 39.1          | 10 قدم (3.0 م)            | 0 قدم (0 م)                      | إقلاع عمودي، حوم في المكان، هبوط.                                                                        | - بدء مرحلة العرض التكنولوجي. - الإقلاع إلي ارتفاع 10 قدم (3.0 م). - حوم. - دوران في المكان مع حركة عقارب الساعة (دوران من 0 إلي +90°). - هبوط. | نجاح        |
| 2     | 22 أبريل 20219:33                                                                                     | 51.9          | 16 قدم (4.9 م)            | 14 قدم (4.3 م)                   | إقلاع عمودي، حوم، تحرك إلي الغرب، حوم، عودة، حوم، هبوط.                                                  | - بدء الحركة الأفقية بسرعة قصوي 0.5 م/ث بعد الإقلاع إلي ارتفاع 16 قدم (4.9 م). - وقف الحركة الأفقية. - التقاط الصور باستخدام كاميرا الألوان الموجهة إلي الأفق. - دوران في المكان عكس حركة عقارب الساعة (دوران من +90° إلي 0° إلي -90° إلي -180°، في 3 خطوات). - هبوط في موقع الإقلاع بعد التحرك. - الموازنة ضد جذب الرياخ الجانبي. | نجاح        |
| 3     | 25 أبريل 202111:31                                                                                    | 80            | 17 قدم (5.2 م)            | 328 قدم (100 م)                  | إقلاع عمودي، حوم، تحرك إلي الشمال بسرعة قصوي 2 م/ث، حوم، عودة، حوم، هبوط.                                | - بدء الحركة الأفقية بسرعة قصوي 2.0 م/ث بدلًا من 0.5 م/ث مع الحفاظ علي تقريبًا نفس الارتفاع الذي وصلت إليه المروحية في الرحلة الثانية. - الهبوط في موقع الإقلاع بعد التحليق شمالًا علي بعد 164 قدم (50 م) منه. | نجاح        |
| 4     | 1- 29 أبريل 2021، 14:12 (فشلت المروحية في الإقلاع) 2- 30 أبريل 2021، 14:49 (نجحت المروحية في الإقلاع) | 117           | 16 قدم (4.9 م)            | 872 قدم (266 م)                  | إقلاع عمودي، حوم، تحرك إلي الجنوب بسرعة قصوي 3.5 م/ث، حوم، عودة، حوم، هبوط.                              | - بدء الحركة الأفقية بسرعة قصوي 3.5 م/ث عوضًا عن 2.0 م/ث في المرة السابقة مع الحفاظ علي نفس الارتفاع الذي طارت به المروحية في ثاني رحلة. - الهبوط في مكان الإقلاع بعد التحرك 436 قدم (133 م) جنوب موقع الإقلاع. - أخذ صور بالأبيض والأسود لكل 4 قدم (1.2 م) مع السفر بين 276 قدم (84 م) و436 قدم (133 م) وأخذ صور ملونة أثناء الحوم فوق ارتفاع 436 قدم (133 م) قبل العودة إلي مكان الإقلاع لصنع خريطة ثلاثية الأبعاد من الصور. - أن تكون أول مركبة فضائية عبين كوكبية يُسَجل صوتها ويسمع من قبل مركبة فضائية أخري، مركبة برسفيرنس. | نجاح        |
| 5     | 7 مايو 202119:26                                                                                      | 108           | 33 قدم (10 م)             | 423 قدم (129 م)                  | إقلاع عمودي، حوم، تحرك إلي الجنوب بسرعة قصوي 3.5 م/ث، ارتفاع إلي 33 قدم (10 م)، حوم، هبوط في هذه البقعة. | - أول رحلة طيران بلا عودة إلي موقع الإقلاع الأصلي. مع الهبوط في موقع جديد. - الارتفاع إلي 33 قدم (10 م) أعلي موقع الهبوط الجديد. - إنهاء مرحلة العرض التكنولوجي. | نجاح        |
| 6     | كل 2-3 أسابيع حتي نهاية أغسطس.                                                                        | لم تحدد بعد   | لم يحدد بعد               | لم تحدد بعد                      | لم يحدد بعد                                                                                              | بدأ مرحلة عرض مهام جديدة بعد الانتهاء من مرحلة العرض التكنولوجي. | قيد التخطيط |

## معرض الصور

إنزال المروحية من مكان تخزينها أسفل المركبة.
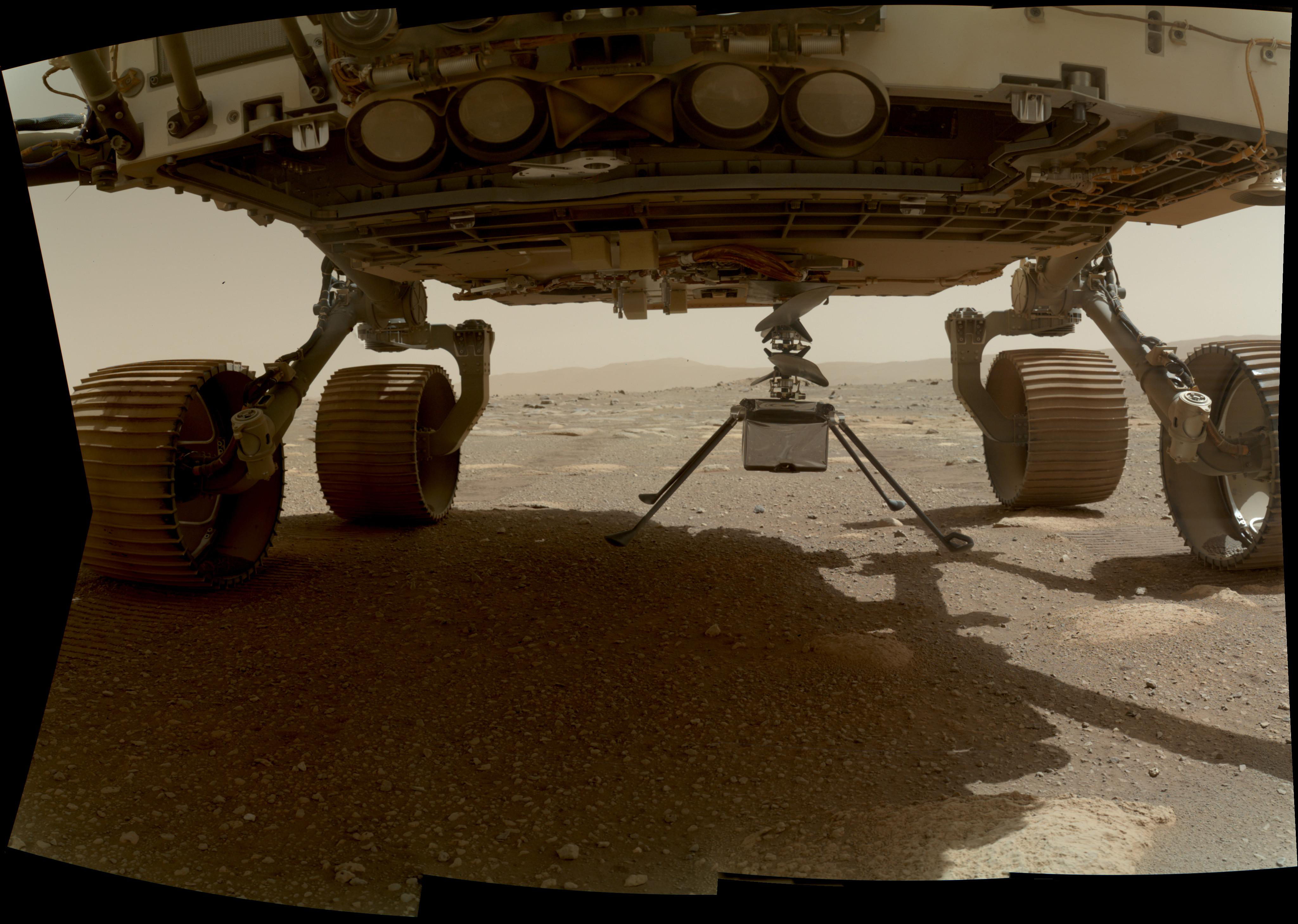
المروحية تحت مركبة برسفيرنس مع أرجلها الأربعة منتصبة.
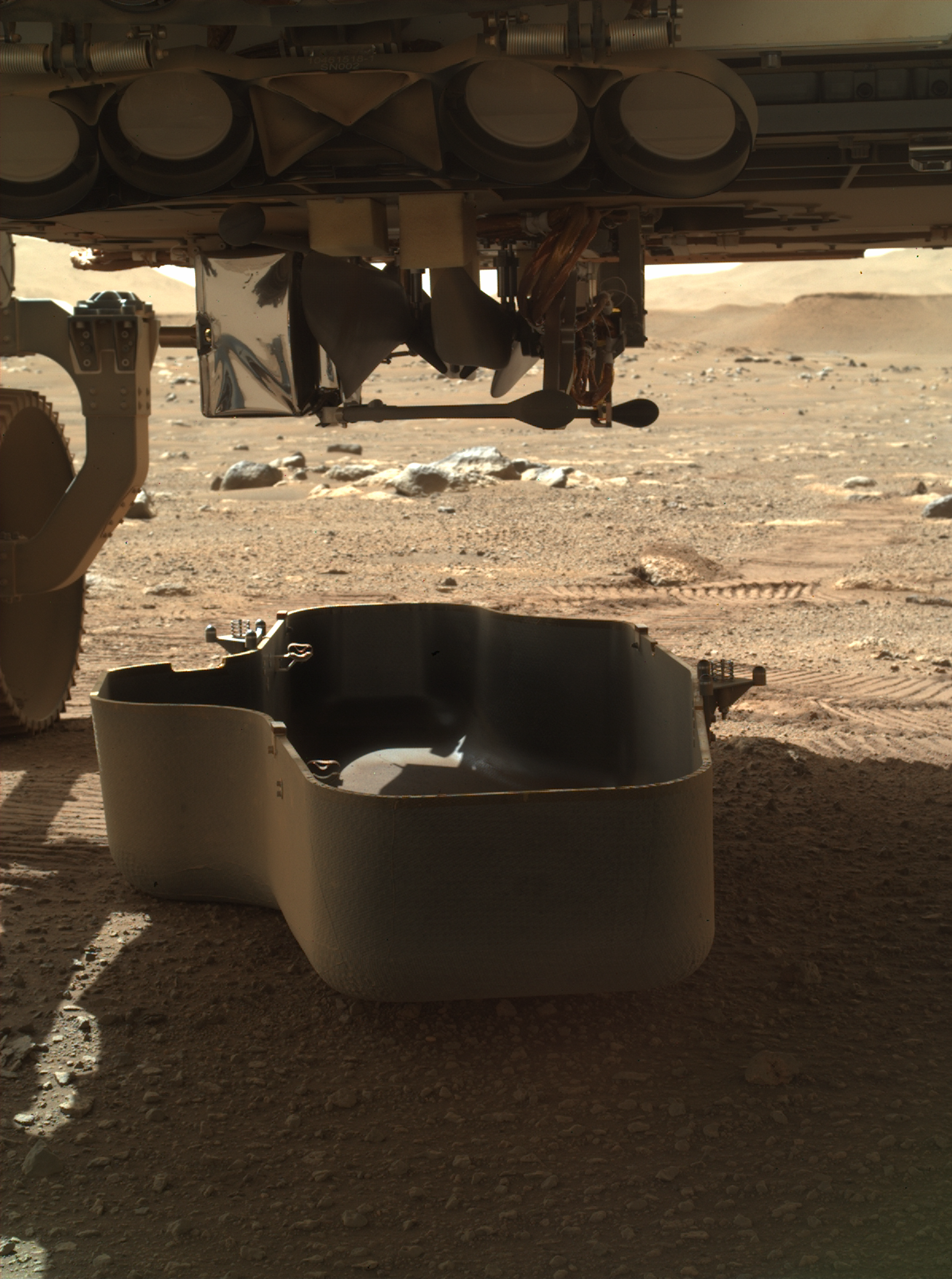
المروحية في مكان تخزينها أسفل مركبة برسفيرنس بعد إزالة الواقي علي سطح المريخ.
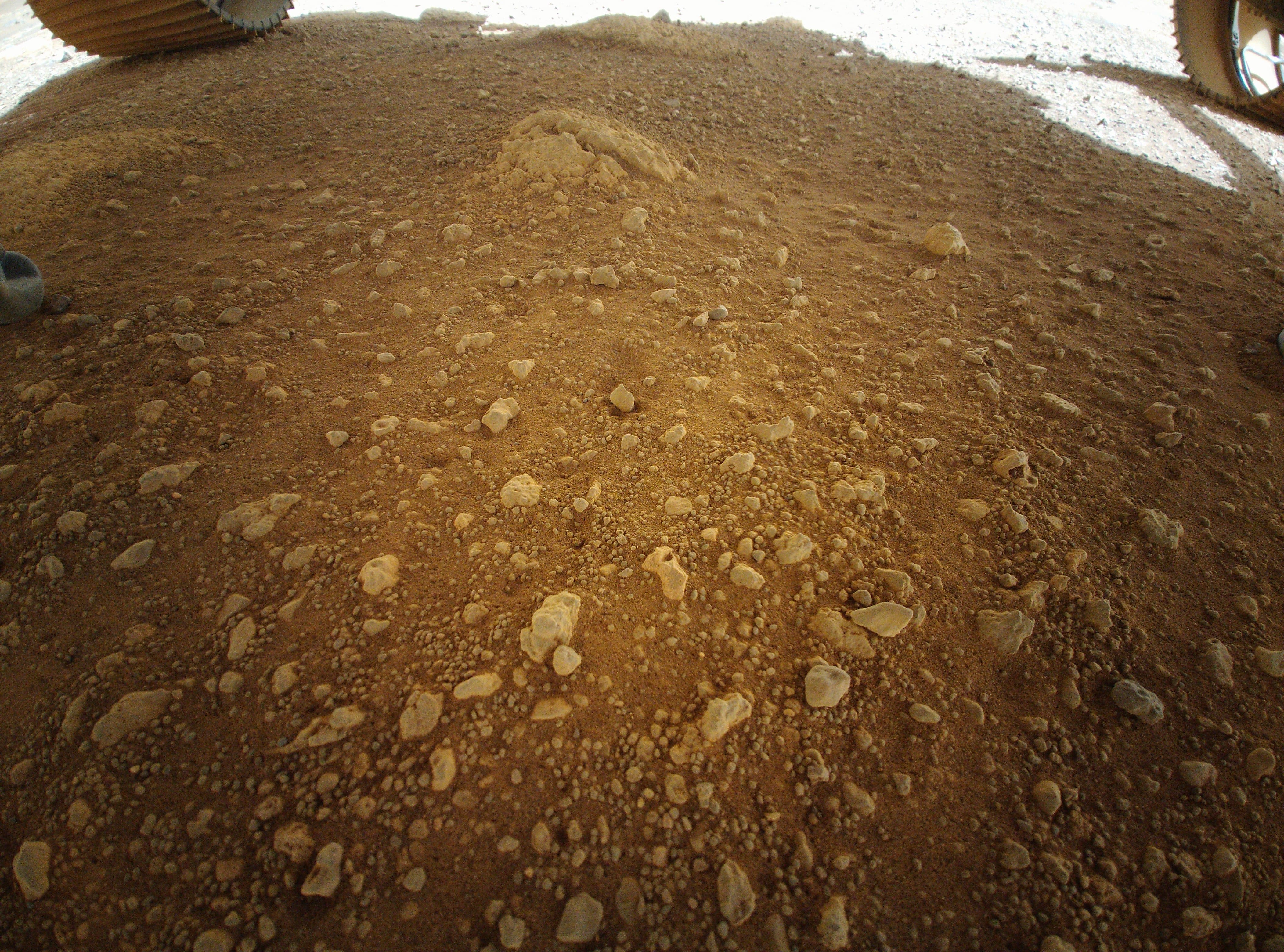
أول صورة ملونة ملتقطة من كاميرا المروحية.
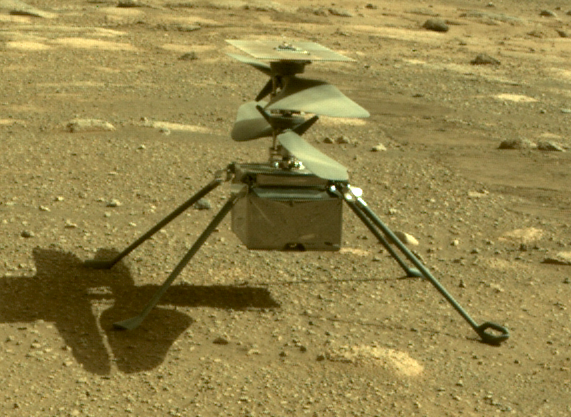
المروحية بعد إنزالها، في موقع إقلاعها.
إنجينويتي تختبر دوران شفراتها.
منظور مقرب لاختبار دوران شفرات المروحية.
التحليق الأول لإنجينويتي كما يري من كاميرا برسفيرنس (ماستكام-زي).
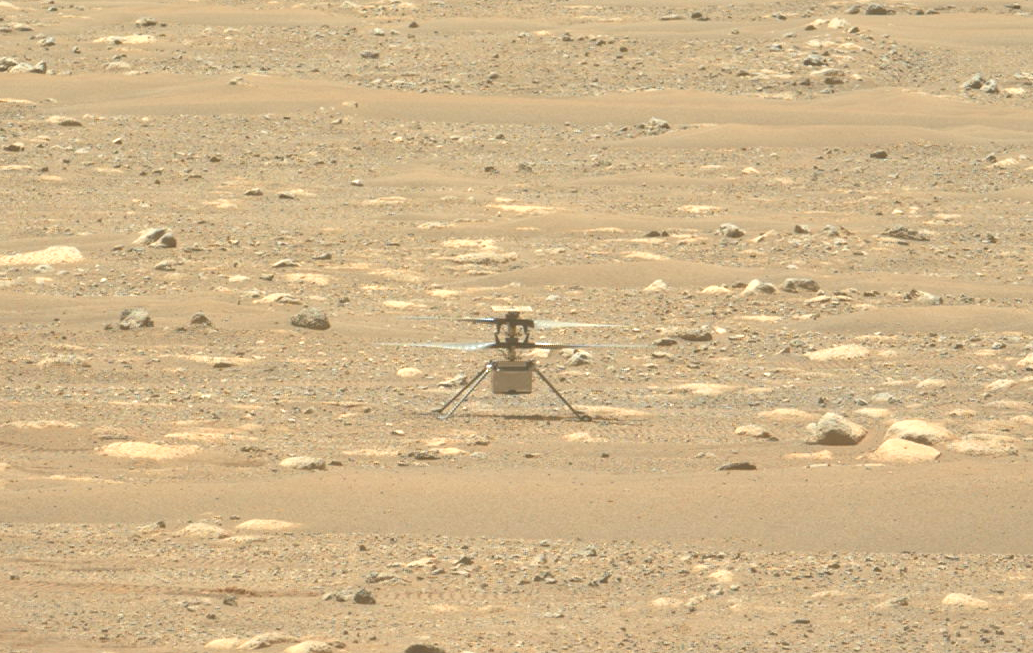
المروحية بعد الانتهاء من التحليق الأول لها.
التحليق الرابع لإنجينويتي.
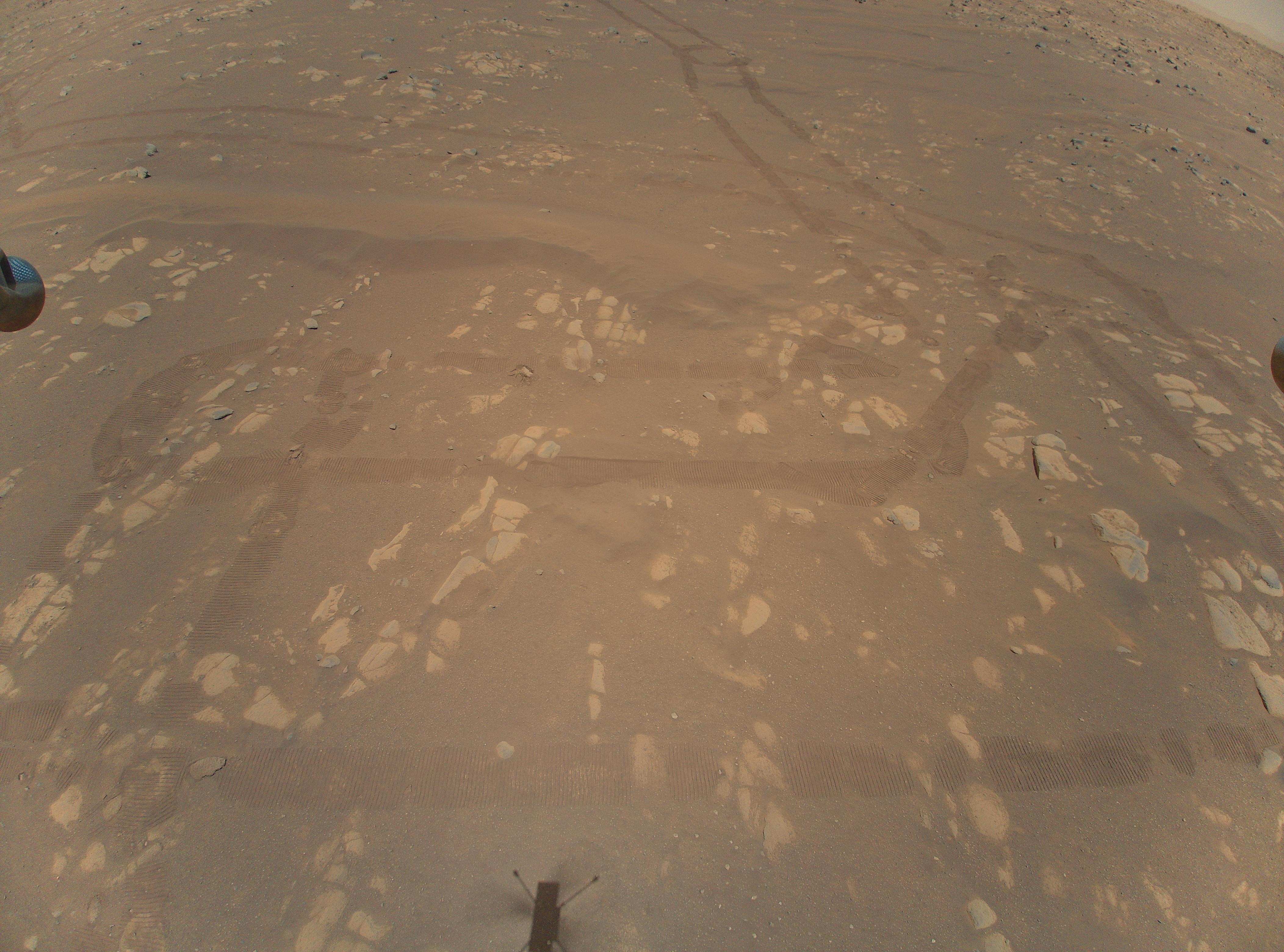
أول صورة جوية تلتقطها المروحية.